# Herb gminy Kamionka Wielka
Herb gminy Kamionka Wielka – jeden z symboli gminy Kamionka Wielka, ustanowiony 28 listopada 2005.

## Wygląd i symbolika
Herb przedstawia na tarczy w polu tarczy dwudzielnej w słup, w prawej pobocznicy sześć pasów: trzy czerwone i trzy złote, w błękitnym polu lewej pobocznicy ukoronowane postacie stojącej na srebrnym obłoku Matki Bożej oraz nagiego Dzieciątka Jezus także srebrne. Matka Boża w takiejż sukni, płaszcz, korony, berło i aureole złote. Czerwone i złote pasy są uszczerbionym herbem ziemi sądeckiej, używanym obecnie jako herb powiatu nowosądeckiego. Ukoronowana Matka Boża z Dzieciątkiem Jezus na obłoku pochodzi ze starszej, używanej od końca XVIII do 2 połowy XIX wieku, pieczęci gminnej Kamionki Wielkiej oraz pieczęci wsi Królowa Polska.